# Unalaska (Alaska)
Unalaska (AFI: /unaˈlaska/; Iluulux̂ in aleutino; Уналяска in russo) è una cittadina della Census Area delle Aleutine occidentali, dell'Unorganized Borough, nello Stato statunitense dell'Alaska. Unalaska si trova sull'Isola di Unalaska, nelle Isole Aleutine, al largo dell'Alaska stesso.
In base ad un censimento del 2022, la popolazione della città consiste di 4.184 persone. La maggior parte delle strutture portuali sono concentrate sull'isola Amaknak, nota anche con il nome del suo porto Dutch Harbor o più semplicemente "Dutch", dove fu combattuta una  battaglia tra giapponesi e americani durante la seconda guerra mondiale. Il porto include la Dutch Harbor Naval Operating Base and Fort Mears, un National Historic Landmark degli Stati Uniti.
Dutch Harbor giace presso la periferia di Unalaska, ed è collegato con il resto della città attraverso un ponte. Amaknak è comunque abitata da circa il 59% della popolazione totale della città, anche se occupa meno del 3% della sua superficie.
I nativi Aleuti o Unangan hanno abitato sull'isola di Unalaska per migliaia di anni, poi i commercianti di pelli russi l'hanno raggiunta per la prima volta all'arrivo dell'equipaggio di Stepan Glotov, il primo agosto 1759. Gli Unangan hanno definito per primi il nome dell'isola, chiamandola “Ounalashka”, che significa vicina alla penisola. Il nome inglese Unalaska deriva probabilmente da questa parola antica. L'associazione dei nativi locali ha comunque mantenuto il vecchio nome, definendosi Ounalashka Corporation. Il nome di Dutch Harbor è stato invece scelto dai russi, che ritenevano che un vascello olandese fosse stato il primo proveniente dall'Europa ad entrarvi.